# Vergessene Welt
Vergessene Welt (engl. Originaltitel The Lost World) ist der Titel eines Romans von Michael Crichton aus dem Jahr 1995. Er diente als grobe Vorlage für den Film Vergessene Welt: Jurassic Park (1997), der Fortsetzung des erfolgreichen Films Jurassic Park (1993) von Steven Spielberg. Der Roman ist eine Fortsetzung von Crichtons Roman DinoPark (OT: Jurassic Park, 1990).

## Inhalt
Dr. Richard Levine, ein junger und reicher Paläontologe, ist davon überzeugt, dass es irgendwo auf der Erde eine „Vergessene Welt“, gibt, eine unerforschte, isolierte Gegend, in der noch heute sonst ausgestorbene Tieren, wie zum Beispiel Dinosaurier, bis heute existieren. In Santa Fé trifft er auf einer Konferenz den Chaostheoretiker Ian Malcolm, welcher einen Vortrag über das Aussterben der Dinosaurier hält. Malcolm ist dem Leser bereits aus dem ersten Teil der Reihe bekannt: Von seiner damaligen Begegnung mit den Riesenechsen auf der Isla Nublar hat Malcolm ein steifes Bein davon getragen. Er zeigt sich von Levines Theorie nicht gerade überzeugt, da er gegen Übernahme aller Behandlungskosten durch die Firma InGen eine Verschwiegenheitserklärung abgegeben hat, zudem ist Malcolm davon überzeugt, dass alle Dinosaurier-Klone ausgerottet wurden. Er versucht, Levine von seiner Theorie abzubringen, ohne Erfolg. Als Levine von einem Auftauchen von „anomalen Formen“, seltsamen kleinen Echsen vor der Küste Costa Ricas, erfährt, eilt er sofort dorthin. Die dortige Regierung setzt aber sein Militär ein, um Neugierige zu vertreiben, und alle Beweise zu zerstören: Verstörende Berichte von unerklärlichen Tierangriffen schaden nur dem Tourismus. Es gelingt Levine allerdings, ein Hautstück mit einem Anhänger, wie er in Zoos verwendet wird, um Tiere zu katalogisieren, sicherzustellen. Er schickt es zu Ian Malcolm.
Im Zoo von San Francisco lässt Malcolm das Fundstück von seiner alten Freundin Elizabeth Gelman analysieren. Sie stellt fest, dass die Fabrikation des Anhängers der neuesten Technologie folgt, die Gewebeprobe aber zu keinem heute lebenden Tier passt.
Die zwei Schüler Kelly und Arby suchen unterdessen ihren Aushilfslehrer Richard Levine. Dieser hatte ihnen als Gegenleistung für kleinere Gefälligkeiten und Botengänge einen Camping-Ausflug versprochen, ist dann aber unerwartet abgereist – irgendwohin nach Costa Rica. Mit Doc Thorne, einem Entwickler von Spezialausrüstungen für Expeditionen, und dessen Helfer Eddie Carr suchen sie in seiner Wohnung nach Hinweisen zu Levines genauem Reiseziel, können diese aber nicht deuten. Sie schalten Malcolm ein und dieser kann die Zusammenhänge erfassen: Es gibt eine geheim gehaltene zweite Dinosaurier-Anlage in der einige Tiere überlebt haben - und Levine muss dort sein. Gemeinsam gelingt es, die Isla Sorna als Standort der "Anlage B" zu identifizieren. Der Camping-Ausflug, welcher dazu gedacht war, die neue Ausrüstung in sicherer Umgebung zu testen, wird umgehend zur Rettungsmission umdeklariert. Sie fliegen mit der gesamten Spezialausrüstung, die auch einen großen Caravan enthält. zur Insel, die Verhaltensforscherin und Zoologin Dr. Sarah Harding wird kontaktiert, sie soll zum Team dazustoßen. Es ist aber zunächst unklar, ob Sarah dieser Einladung folgt. Die Kinder sollten nach Hause gehen, verstecken sich aber im Caravan und kommen ungesehen mit.
Unterdessen haben die Genetiker von InGens Konkurrenzunternehmen Biosyn Lewis Dodgson, George Baselton und Howard King ebenfalls von der zweiten Insel erfahren und nehmen ihren Plan aus dem ersten Teil, sich der Dinosaurier zu bemächtigen, wieder auf. Sie reisen ebenfalls zur Isla Sorna. Sie begegnen Sarah, die spontan nach Costa Rica flog, ohne zu wissen, wie sie Malcom vor Ort erreichen kann. Dodgson bietet seine Hilfe an, arrangiert dann aber einen "Unfall", der Sarah töten soll. Der Plan geht schief, Sarah kann sich retten, und dem Levine-Rettungsteam anschließen.
Malcolm und das Team finden Levine, welcher zunächst jede Gefahr abstreitet, und daher nicht gewillt ist, seine Forschungen abzubrechen, um dem Drängen, die Insel umgehend zu verlassen, nachzugeben. Anfangs können sie sogar die vorhandenen, und teilweise noch funktionstüchtigen Ressourcen der Anlage B für ihre Zwecke nutzen. Doch das komplexe Ökosystem der Insel birgt zahlreiche Gefahren und die jüngsten menschlichen Eingriffe stören das fragile Gleichgewicht zusätzlich, so dass schon bald die moderne Ausrüstung nutzlos wird und es nur noch um das nackte Überleben geht. Während Dodgson, Baselton, King und auch Eddie den Tod finden, gelingt es den anderen mit knapper Not zu entkommen.

## Charaktere

### Richard Levine
Dr. Richard Levine ist ein reicher und verzogener Paläontologe und besessen von der Idee einer „Vergessenen Welt“. Er ist ein äußerst sturer Mensch und rechthaberisch. Deshalb streitet er sich oft mit seinem „Freund“ Ian Malcolm. Wegen eines Verkehrsdelikts wurde er zu Sozialstunden verurteilt und hält darum Unterricht an einer lokalen Schule. Er findet Spaß am Unterrichten und nimmt die Aufgabe sehr ernst. Schnell baut er eine besondere Bindung zu den fleißigen Schülern Kelly und Arby auf. 

### Ian Malcolm
Ian ist Chaostheoretiker am Santa Fe Institute und ein äußerster Pessimist. Er kleidet sich in nur zwei Farben: Schwarz oder Grau. Im ersten Teil DinoPark erklärt er Dr. Ellie Sattler, so wolle er vermeiden, wertvolle Lebenszeit auf die tägliche Auswahl seines Outfits zu verschwenden, ohne dabei nicht zueinander passende Kleidung zu riskieren. Sein rechtes Bein ist seit den Vorgängen im Jurassic Park auf Isla Nublar verkrüppelt, sodass er einen Gehstock benutzt und sein Bein nachzieht.

### Doc Thorne
Der „Doc“ ist der älteste im Team. Früher war er an der Universität angestellt, eckte dort aber mit seinen unkonventionellen Methoden oft an. „Da war zum Beispiel die Toilettenpapierkatastrophe. Thorne hatte von den Studenten verlangt, sie sollten vom Hoover Tower einen Karton mit Eiern herunterwerfen, ohne daß Schaden entstand. Als Dämmmaterial durften sie nur die Kartonröhren aus dem inneren von Toilettenpapierrollen benutzen. Danach war der ganze Platz mit kaputten Eiern bekleckert …“ (Auszug aus Michael Crichton: Vergessene Welt. Verlag Droemer Knaur, München 1996). Jetzt baut er Spezialausrüstungen für Expeditionen, so zum Beispiel ein stark verkleinertes Satelliten-Telefon, aber auch den zur Insel mitgenommenen Caravan und andere Dinge. 

### Eddie Carr
Eddie ist Doc Thornes Assistent, und der jüngste Erwachsene im Team. Er arbeitet mit Herz und Seele an Docs Spezialfahrzeugen und bringt auch eigene Extras in die ohnehin schon mit zahlreichen Zusatzfunktionen ausgestatteten Entwicklungen seines Chefs mit ein. Er fällt vom Hochstand und wird von den Velociraptoren getötet.

### Arby und Kelly
Arby und Kelly sind zwei Schüler der siebten Klasse, allerdings ist Arby erst elf, da er ein Wunderkind ist. Die beiden sind die besten in ihrer Klasse. Sie haben sich schnell mit ihrem Aushilfslehrer Dr. Levine angefreundet, welcher deren überdurchschnittlichen Wissensdurst nur zu gerne stillt, indem er ihnen schwierige Zusatzaufgaben stellt. Als ein geplanter Studien-Campingausflug ausfällt, verstecken sie sich im Lagerraum des Caravans und kommen so auf die Insel.

### Sarah Harding
Sarah Harding ist Zoologin, die aktuell in Afrika Hyänen untersucht, nachdem sie sich zuvor Löwen widmete. Als sie Ian Malcolm kennenlernte – dieser war gerade wegen seines Beines im Krankenhaus –, verliebte sie sich in ihn und die beiden hatten eine Affäre. Später trennten sie sich wieder. Sarah Harding ist die Tochter des Tierarztes Garry Harding vom DinoPark aus dem ersten Buch, scheint allerdings nichts von DinoPark und InGen zu wissen.

## Ausgaben
- Lost world: Roman. Aus dem Amerikan. von Klaus Berr. Droemer Knaur, München 1996, ISBN 3-426-19381-7.
- Lost world: Roman. Ungekürzte Buchgemeinschafts-Lizenzausg. Bertelsmann-Club, Rheda-Wiedenbrück; Buchgemeinschaft Donauland Kremayr und Scheriau, Wien [u. a.] 1996 (Lizenz des Verl. Droemer Knaur, München).
- Vergessene Welt: Jurassic Park. Knaur, München 1997, ISBN 3-426-60684-4.
- The Lost World: Vergessene Welt. Goldmann, München 2008, ISBN 3-442-46681-4.

## Sonstiges
Der englische Originaltitel The Lost World ist eine Anspielung auf den gleichnamigen Abenteuerroman von Sir Arthur Conan Doyle aus dem Jahr 1912, der in Deutschland als Die vergessene Welt publiziert wurde und einen Klassiker des Genres darstellt. In ihm versucht ebenfalls eine Gruppe von Forschern eine vergessene Welt zu finden. Handlungsort ist hingegen Südamerika. Doyle, der auch Detektiv Sherlock Holmes erfand, soll das Buch geschrieben haben, weil in einem nahe gelegenen Wald Fußspuren von Dinosauriern gefunden worden waren.